# 彼得·埃克斯利
彼得·丹尼尔·埃克斯利（Peter Daniel Eckersley） (1979年6月15日 – 2022年9月2日) 是澳大利亞計算機科學家、計算機安全研究員和活動家。從 2006 年到 2018 年，他在电子前哨基金会工作，包括擔任首席計算機科學家和人工智能政策負責人。2018年，他離開電子前哨基金會，成爲了Partnership on AI的研究主任並擔任該職位至 2020 年。2021 年，他以共同創立者的身份創立了 AI 目標研究所。
在電子前沿基金會工作期間，埃克斯利啟動了包括 Let's Encrypt、Privacy Badger、Certbot、HTTPS Everywhere、SSL Observatory 和 Panopticlick 在内的項目。 他是一位直言不諱的倡導者，主題包括網絡安全, 網絡中立性和人工智慧倫理。

## 教育
2012年，埃克斯利在墨爾本大學取得了計算機科學和法律博士學位。

## 事業和行動主義
從 2006 年到 2018 年，埃克斯利在电子前哨基金会（EFF）擔任技術項目總監、首席計算機科學家和人工智能政策負責人等職務。埃克斯利在EFF任职期间公开倡导网络中立。早在2007年，埃克斯利和几位研究者就证实电信运营商 Comcast 通過使用偽造的重置數據包篡改了 BitTorrent 等點對點協議。 2010年，埃克斯利再次与EFF合作 ，与近百計算機科學家和互聯網隱私倡導者聯合簽署了一封反對禁止网络盗版法案（SOPA）的公開信。這也促使他同另一位與電子前哨基金會關係密切的在線隱私倡導者  合作。

## 個人生活
埃克斯利來自維多利亞州的墨爾本。後來他移居美國，定居在加利福尼亞州的舊金山。在那裡，他開始為電子前沿基金會工作並建立了一個共享房屋，與包括計算機科學家和激進主義者亚伦·斯沃茨在內的室友住在一起。
他于2022年9月5日在舊金山去世。